# 鈴木平三郎
鈴木 平三郎（すずき へいざぶろう、1906年（明治39年）5月26日 - 1984年（昭和59年）2月2日）は、日本の政治家、医師。東京都三鷹市長（5期）。名誉三鷹市民。

## 来歴
東京府北多摩郡三鷹村(三鷹町を経て、現三鷹市)出身。1930年日本大学医学部を卒業。三鷹市で産婦人科医院を開業する。戦時中は軍医として中国大陸に派遣された。戦後は社会党に入党。1937年三鷹村議、1940年三鷹町議、1948年三鷹町公安委員長を経て1955年三鷹市長に就任する。市長在任中は下水道事業に取り組み、1973年に普及率100%を達成させた。市職員を百貨店で研修させたり、庁舎内を禁煙化させるなど独創的な政策を打ち出した。東京都市長会会長、全国市長会副会長を歴任し、1975年に退任した。同年、全国市長会特別表彰、市政功労表彰を受け、1980年三鷹市名誉市長となった。この他、日本大学講師、学校法人日本学園理事長、杏林大学医学部客員教授なども務めた。1984年77歳で死去。墓所は多磨霊園(10-1-17)

## 受賞歴
- 保健文化賞
- 勲三等旭日中綬章